# Alebroides rubicundus
Alebroides rubicundus är en insektsart som beskrevs av Hajime Ishihara 1953. Alebroides rubicundus ingår i släktet Alebroides och familjen dvärgstritar. Inga underarter finns listade i Catalogue of Life.